# Resistencia al deslizamiento del firme

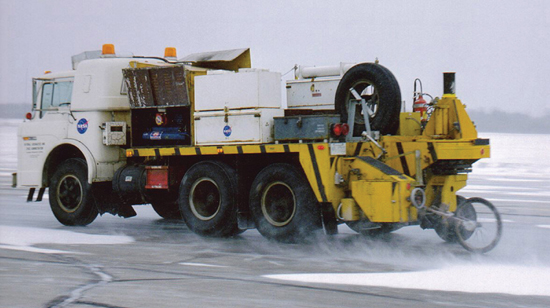
Un camión probador de la resistencia al deslizamiento en el firme

La resistencia al deslizamiento del firme (también como propiedad negativa llamada por la bibliografía inglesa como deslizabilidad del firme) o (resistencia de patinazo bajo debido a insuficiente fricción de carretera) es el término técnico para indicar la pérdida de tracción en las ruedas de los vehículos debido a los efectos producidos por los fenómenos acumulables de nieve, hielo, agua, material suelto y textura de la superficie de carretera.
La resistencia al deslizamiento puede ser medida como la fricción entre una rueda libre y el suelo, o la distancia de frenada de un vehículo con la frenada accionada, y está directamente influida por el coeficiente de fricción entre la rueda y el firme. 
Las agencias públicas de mantenimiento y conservación de carreteras gastan gran parte del presupuesto a mejorar la resistencia del deslizamiento de las carreteras. Pequeños incrementos en la deslizabilidad de una sección de vía puede incrementar los accidentes en gran medida Actividades que afectan a la resistencia del deslizamiento incluyen la reparación de los drenajes, retirada de nieve y el barrido y limpieza viaria. Medidas más intensivas incluyen el cepillado y el desbaste de los pavimentos para volver a darle una superficie rugosa, o si fuera necesario sobreponer una nueva capa de asfalto.
Un problema de seguridad de carretera específico puede venir por las diferencias en el valor de coeficiente de fricción μ (mu). Cuando la fricción difiere significativamente entre el lado izquierdo y el derecho del carril la carretera puede no ser percibida como peligrosa mientras se acelera, se circula a gran velocidad o incluso cuando se frena suavemente. Pero en caso de frenada brusca la diferencia de fricción puede hacer que el vehículo empiece a rotar hacia el lado de mayor agarre. En el caso de los camiones puede ocasionar el efecto tijera, y los camiones con tráiler pueden ver como el remolque se desplace hacia adelante. La diferencia entre frenadas puede estar ocasionada por una reparación reciente que ha cambiado la textura de un zona localizada de la vía o un cambio en el color (las placas de hielo se forman antes en el asfalto nuevo negro que en el asfalto viejo gris).

## Medida
Las dos maneras para medir la deslizabilidad del firme son la prueba de fricción y la prueba de frenado de emergencia. El test de fricción puede utilizar probadores de fricción de superficie o portátiles e implica dejar un objeto libremente en movimiento, normalmente una rueda, para girar contra la superficie. Midiendo la resistencia experimentada por la rueda se puede obtener la fricción entre el pavimento y la rueda.
La prueba por distancia de parada implican frenadas de emergencia en un vehículo de prueba midiendo la distancia requerida para realizar la parada. Esto puede ser medido por las marcas de frenadas dejadas por el pavimento o por el sistema "pistola a tiza" (del inglés "chalk-to-gun") en el cual el freno del vehículo está conecta a una pistola que suelta una marca de tiza en el inicio de frenada. Esto tiene la ventaja de medir la distancia completa de parada, mientras que las marcas solo indican la distancia donde las ruedas se quedaron bloqueadas.
La medida de resistencia al deslizamiento no está universalmente armonizada a pesar de los intentos de proyectos como el HERMES de la organización FEHRL HERMES.  El Comité Europeo de Normalización (CEN) ha estado trabajando en el tema desde hace muchos años a través de su comité CEN/TC de materiales n.º 227 de Carreteras. Este comité aportó sus contribuciones a través del FP7 proyecto Tyrosafe llevar a la concienciación, para coordinar y preparar para armonización europea y para optimizar la valoración y administración de la interacción de carretera/ neumático esencial en parámetros para seguridad de aumento y apoyo sostenible del transporte de carretera. Este proyecto proporcionará una sinopsis del estado científico actual comprensivo y su aplicación actual en estándares diferentes. Identificará las necesidades para búsqueda futura y propondrá un camino a seguir de manera que optimizará los objetivos de las administraciones de carreteras: resistencia del firme, resistencia a la rodadura y la emisión de ruido de la rueda-firme

## Reducción
La deslizabilidad de las carreteras puede contribuir a los accidentes en carretera. En 1997 un estudio demostró que más de 53.000 accidentes fueron causados por el deslizamiento en carreteras por Reino Unido (un 1,3% del total). Un pequeño cambio en la deslizabilidad de la vía tiene un efecto drástico en la fricción de la superficie: reducciones del coeficiente de fricción del 0,45 al 0,35; equivalente a cubrir el pavimento con nieve en polvo húmeda incrementando la tasa de accidente casi un 1000%. Ante esto las agencias de mantenimiento viario tienen algunas técnicas para reducir la deslizabilidad de las carreteras. La mayoría de las carreteras se diseñan con bombeo, es decir con peralte convexo para reducir el agua de lluvia acumulada. En las zonas de trazada donde la pendiente sea menor de 0,5% (como accesos a contracurvas) el agua no escurrirá bien de la vía. Los drenajes de lluvia deben estar instalados a distancias regulares y los modernos diseños de firmes están preparados para aportar una alta fricción en la mayoría de las condiciones. Los nuevos pavimentos permeables son capaces de absorber toda el agua que reciban, lo que los hace propicios para zonas de intensa lluvia.
La deslizabilidad en carreteras puede ser impedida o retrasada mediante un diseño apropiado del firme. El agregado utilizado en el pavimento tendría que ser seleccionado con cuidado, agregados como dolomita puede pulirse o suavizarse debido al desgaste por la acción de los neumáticos. Con pavimentos de asfalto y tratamientos superficiales, utilizar demasiado asfalto o emulsión de asfalto pueden causar sangrada o flushing, una condición donde los excesos de asfalto ascienden hasta arriba y rellenan la textura de carretera. Ambos aumentan el problema de la deslizabilidad, especialmente cuándo el pavimento está mojado.
Una vez perdida, la textura del pavimento puede ser restaurada con procedimiento de cepillado y pulido, y en algunos casos volver a poner una capa adicional de firme.
La retirada del hielo y la nieve reducen la deslizabilidad de la carretera. Los quitanieves pueden retirar la nieve mientras que los camiones que van echando sal de carreteras con arenas proporcionan mayor agarre en el firme. Sin embargo en ambientes secos la misma arena y la sal puede aumentar la deslizabilidad de la vía, por lo que será conveniente limpiarla al final del invierno, algo habitual dentro de las ciudades donde se efectúa la limpieza viaria.